# Восточноазиатский саммит
Восточноазиатский саммит (ВАС) (англ. East Asia Summit) — ежегодная встреча в верхах, форум лидеров государств АСЕАН и их диалоговых партнёров. В 2011 году членство было расширено до 18 стран и на форум стали приглашаться лидеры стран США и России. Первая встреча в верхах состоялась в Куала-Лумпуре (Малайзия), 14 декабря 2005 года.
ВАС является основной площадкой для диалога лидеров стран Азиатско-Тихоокеанского региона по широкому кругу политических и экономических вопросов, представляющих общий интерес. 
Встречи в формате ВАС на высшем уровне проводятся один раз в год в привязке к осенним мероприятиям по линии АСЕАН. Помимо встреч на высшем уровне также проводятся ежегодные совещания глав внешнеполитических ведомств и старших должностных лиц, заседания отраслевых механизмов. 
Собственного секретариата у форума нет, его функции выполняет Секретариат АСЕАН, расположенный в Джакарте (Индонезия). Все решения на саммитах принимаются консенсусом.
На 18 стран ВАС приходится свыше 50 % населения мира и около 55 % совокупного ВВП.

## Деятельность ВАС
Профильные направления работы ВАС включают сотрудничество в следующих сферах: финансы, энергетика и защита окружающей среды, сотрудничество на море, чрезвычайное реагирование, здравоохранение, образование, региональная взаимосвязанность, борьба с бедностью, климат, туризм, поддержка женщин и молодёжи. Основным документом, регулирующим работу по этим векторам, является План действий.
Ежегодно проходят встречи министров и старших должностных лиц стран ВАС по профильным направлениям взаимодействия. Саммиты на высшем уровне проводятся один раз в год в привязке к осенним мероприятиям по линии АСЕАН.

### Энергетическое сотрудничество
Основные принципы и направления энергетического сотрудничества в рамках ВАС сформулированы в Декларации об энергобезопасности в Восточной Азии, принятой на 2-м саммите ВАС (2007 г.).
В документе поставлены задачи добиваться повышения эффективности и экологичности использования топлива, снижения зависимости от традиционных источников энергии, сокращения выбросов двуокиси углерода, повышения энергоэффективности производств за счет гидроэнергетики и гражданской атомной энергетики, расширения негосударственных инвестиций в развитие энергоресурсов и создание соответствующей инфраструктуры, формирования открытых и конкурентных региональных и международных рынков, обеспечивающих доступное сырье для всех уровней экономики.
Декларация по вопросам изменения климата, энергетике и окружающей среде, принятая на 3-м саммите ВАС (2007 г.), предусматривает меры, нацеленные на продолжение работы по сокращению энергопотребления и снижению энергоемкости производства, поощрению исследований, развития и распространения технологий по расширению энергоэффективности в ключевых секторах экономики.

### Региональная взаимосвязанность
На 8-м саммите ВАС в 2013 г. было принято решение о поддержке странами-участницами ВАС усилий по выполнению Генерального плана взаимосвязанности АСЕАН (англ. — Master Plan on ASEAN Connectivity).

### Борьба с терроризмом
В 2017 г. Россия инициировала принятое Заявление лидеров ВАС о борьбе с идеологическими вызовами терроризма, террористическими идеями и пропагандой. В развитие данного направления в 2018 г. было принято Заявление лидеров ВАС по противодействию угрозе иностранных террористов-боевиков и возвращающихся лиц.

## Список саммитов
|      | Дата              | Место               | Принимающий лидер      | Примечание                                                                                         |
| ---- | ----------------- | ------------------- | ---------------------- | -------------------------------------------------------------------------------------------------- |
| 1-й  | 14 декабря 2005   | Куала-Лумпур        | Абдулла Ахмад Бадави   | Россия была приглашена в статусе почетного гостя.                                                  |
| 2-й  | 15 января 2007    | Себу                | Глория Арройо          | Перенесено с 13 декабря 2006 года                                                                  |
| 3-й  | 21 ноября 2007    | Сингапур            | Ли Сяньлун             | |
| 4-й  | 25 октября 2009   | Хуахин              | Апхисит Ветчачива      | Саммит был перенесен из Бангкока — из-за опасений по поводу политической нестабильности в столице. |
| 5-й  | 30 октября 2010   | Ханой               | Нгуен Тан Зунг         | Государственный секретарь США и министр иностранных дел России приняли участие в саммите.          |
| 6-й  | 18-19 ноября 2011 | Бали                | Сусило Бамбанг Юдойоно | США и Россия стали полноценными участниками саммитов.                                              |
| 7-й  | 19-20 ноября 2012 | Пномпень            | Хун Сен                | |
| 8-й  | 9-10 октября 2013 | Бандар-Сери-Бегаван | Хассанал Болкиах       | |
| 9-й  | 12-13 ноября 2014 | Нейпьидо            | Тейн Сейн              | |
| 10-й | 21-22 ноября 2015 | Куала-Лумпур        | Наджиб Тун Разак       | |
| 11-й | 6-8 сентября 2016 | Вьентьян            | Тхонглун Сисулит       | |
| 12-й | 13-14 ноября 2017 | Манила              | Родриго Дутерте        | |
| 13-й | 14-15 ноября 2018 | Сингапур            | Ли Сянлун              | В саммите впервые принял участие Президент России В. В. Путин                                      |
| 14-й | 4 ноября 2019     | Бангкок             | Прают Чан-Оча          | Объявили о запуске Индо-Тихоокеанской инициативы.                                                  |
| 15-й | 14 ноября 2020    | Ханой               | Нгуен Суан Фук         | Саммит был проведен онлайн из-за пандемии COVID-19.                                                |
| 16-й | Ноябрь 2021       | Бандар-Сери-Бегаван | Хассанал Болкиах       | |
| 17-й | 13 ноября 2022    | Камбоджа            |                        | |
| 18-й | 7 сентября 2023   | Джакарта            |                        | |
| 19-й | октябрь 2024      | Вьентьян            |                        | |